# Поштовх (гірництво)
Поштовх (рос. толчок, англ. shock; нім. Stoss m) — миттєве крихке руйнування вугілля в глибині масиву без подальшого винесення у виробку (гірничий удар внутрішньої дії). Іноді — раптове висування частини масиву у виробку без видимого його руйнування.
Супроводжується глухим звуком, струсом масиву. На газових пластах може супроводжуватися попутним газовиділенням.
Типові умови виникнення — ті ж, що й при гірничих ударах, наявність розвиненої зони вугілля, що перейшло в гранично напружений стан.
Розвиток явища визначає напружений стан масиву гірських порід, високі міцнісні і пружні властивості вугілля і бічних порід.
Попереджувальних ознак не помічено.